# Waikino Falls
Die Waikino Falls sind ein Wasserfall bislang nicht ermittelter Fallhöhe im Taupō District in der Region Waikato auf der Nordinsel Neuseelands. Er liegt im Lauf des Waikino Stream, der über den Wasserfall in östlicher Fließrichtung in den Lake Taupō mündet.